# Glacier Yahtse
Le glacier Yahtse est un glacier d'Alaska aux États-Unis situé dans le borough de Yakutat. Long de 64 km, il débute sur la face sud-est du mont Miller, et s'étend en direction du sud-est le long du bord nord du glacier Guyot, jusqu'à la baie Icy, à l'est des collines Guyot et à 113 km au nord-est de Yakutat.
Son nom lui a été donné en 1963 par l'United States Geological Survey en fonction de la rivière Yahtse qui autrefois coulait jusqu'à la baie Icy à cet endroit.